# Карл Кліндворт
Карл Кліндворт (нім. Karl Klindworth; 25 вересня 1830, Ганновер — 27 липня 1916, Штольпе під Оранієнбургом, провінція Бранденбург) — німецький піаніст, диригент, музикознавець і музичний педагог.
Народився у відомій ганноверській сім'ї, яка дала німецькій державі ряд видатних інженерів; однак, найбільш відомим представником цієї родини був його дядько Георг Кліндворт, секретний агент кількох європейських урядів, що виконував в тому числі таємні доручення російського імператора Миколи I. По материнській лінії Кліндворт був онуком Ганноверського придворного книгодрукаря Йоганна Томаса Ламмінгера.
В юності вчився гри на скрипці, з 17-річного віку диригував невеликими оперними трупами, в 1850 році очолив аматорський хор в Гамбурзі. Вирішивши займатись на фортепіано, в 1852—1854 роках навчався у Веймарі у Ференца Ліста. У 1854—1868 роках жив і працював в Лондоні, переважно займаючись музичними дослідженнями. У 1868—1881 роках — професор фортепіано в Московській консерваторії, де серед його учнів були, зокрема, Сергій Ляпунов і Георгій Катуар; в Росії Кліндворт був одним з перших пропагандистів музики Ріхарда Вагнера, заразивши зацікавленням до його творчості свого колегу по консерваторії Петра Чайковського. У 1883 році відкрив в Берліні фортепіанну школу, яка в 1893 році була об'єднана з консерваторією Ксавера Шарвенка в Консерваторію Кліндворта-Шарвенка, після чого сам Кліндворт вийшов у відставку і оселився в Потсдамі, де давав приватні уроки. Прийомною донькою Кліндворта була Вініфред Вільямс (згодом дружина Зіґфріда Вагнера, а після його смерті керівниця Байройтського фестивалю).
Автор ряду фортепіанних перекладів, в тому числі «іспанських увертюр» Михайла Глінки, «Реквієму» Вольфганга Амадея Моцарта, оперної тетралогії «Перстень Нібелунга» Ріхарда Вагнера — останній був зроблений зі схвалення самого автора і частково на його замовлення; Кліндворт завершував цю роботу вже в Москві, відсилаючи Вагнеру в Німеччину, причому одна з частин ледь не була втрачена через те, що російське поштове відомство замість Байройта відправило ноти в Бейрут. Також в оркеструванні Кліндворта понині виконується Концерт для фортепіано соло Шарля Валентена Алькана, тв. 39 (оригінал для фортепіано соло). Під редакцією Кліндворта були опубліковані зібрання творів Фридерика Шопена (Ференц Ліст і Ганс фон Бюлов вважали цю редакцію вважали найкращою), а також фортепіанні сонати Людвіга ван Бетовена.